# جيف ماك
جيف ماك (بالإنجليزية: Geoff Mack)‏ هو مغني وكاتب أغاني أسترالي، ولد في 20 ديسمبر 1922 في Surrey Hills, Victoria ‏ في أستراليا، وتوفي في 21 يوليو 2017 بسبب خرف.

## وصلات خارجية
- جيف ماك على موقع ميوزك برينز (الإنجليزية)
- جيف ماك على موقع قاعدة بيانات برودواي على الإنترنت (الإنجليزية)